# 鳥取市立国府東小学校
鳥取市立国府東小学校（とっとりしりつ こくふひがししょうがっこう）は、鳥取県鳥取市国府町谷にある公立小学校。

## 沿革
2002年に谷小学校・大茅小学校・成器小学校を統合して開校しているが、この項では同じ場所にあった谷小学校を前身校として記述する。
谷小学校
- 1873年（明治6年）8月19日 - 玉鉾小学校創立。
- 1875年（明治8年）3月23日 - 谷村小学校創立。
- 1883年（明治16年） - 玉鉾に谷村分校設立。
- 1883年（明治16年）7月 - 各分教場を谷村小学校に合併。
- 1887年（明治20年） - 谷村尋常小学校と改称、玉鉾小学校を御陵尋常小学校と改称。
- 1888年（明治21年） - 簡易谷村小学校を改称。
- 1890年（明治23年） - 法美簡易小学校と改称。
- 1892年（明治25年） - 法美尋常小学校と改称。
- 1898年（明治31年） - 現在地に校舎移転。
- 1907年（明治40年） - 法美尋常高等小学校と改称。
- 1907年（明治40年）7月 - 御陵尋常小学校を廃止・合併し宇倍野第二尋常高等小学校と改称。
- 1908年（明治41年） - 高等科を廃止、宇倍野第二尋常小学校と改称。
- 1909年（明治42年）5月8日 - 宇倍野実業補習学校を附設。
- 1912年（明治45年）3月 - 宇倍野実業補習学校を廃校。
- 1923年（大正12年） - 宇倍野第一・第二を統合、高等科を加えて宇倍野尋常高等小学校と改称、宮下・甑山・谷教場と称した。
- 1941年（昭和16年）4月1日 - 国民学校令により宇倍野国民学校谷教場と改称。
- 1942年（昭和17年） - 宇倍野第二国民学校と改称し単独校となり、高等科を併置。
- 1947年（昭和22年）4月1日 - 学制改革により宇倍野第二小学校と改称、高等科は宇倍野中学校に入学。
- 1947年（昭和22年）5月 - 宇倍野村立谷小学校と改称。
- 1957年（昭和32年）4月 - 宇倍野村と大成村が合併し岩美郡国府町発足に伴い、国府町立谷小学校と改称。
- 2002年（平成14年）3月 - 国府東小学校校舎完成、谷小学校閉校。

国府東小学校
- 2002年4月1日 - 大茅小学校、成器小学校、谷小学校を統合し、国府町立国府東小学校を創立。旧谷小学校校地に統合新校舎竣工。
- 2004年11月1日 - 岩美郡国府町が鳥取市に編入され、鳥取市立国府東小学校と改称。

## 通学区域
- 国府町麻生、雨滝、荒舟、糸谷、石井谷、大石、岡益、上荒舟、神護、木原、神垣、拾石、下木原、菅野、清水、高岡、谷、玉鉾、栃本、殿、中河原、楠城、新井、町屋の一部、松尾、美歎の一部、山崎、山根、吉野、上地。

## 進学先中学校
- 鳥取市立国府中学校

## 交通アクセス
- 鳥取駅バスターミナル：日ノ丸バス中河原線（路線番号：80・81・82・83・84）「谷村」バス停下車。

## 著名な卒業生
- 中山紗希（日本海テレビアナウンサー）[1][2][3][4][5][6]